# Poblat de Canyelles
Poblat de Canyelles – miejscowość w Hiszpanii, w Katalonii, w prowincji Girona, w comarce Alt Empordà, w gminie Vilajuïga.
Według danych INE z 2005 roku miejscowość zamieszkiwały 2 osoby.